# Stentor
Stentor, a veces llamados animáculos trompeta, es un género de organismos unicelulares filtradores, heterótrofos protistas ciliados, representativo de la clase Heterotrichea. Normalmente tienen forma de cuerno y llegan a medir 2 milímetros, encontrándose entre los mayores organismos unicelulares con un solo núcleo.

## Ecología
Los Stentor son comunes en lagos y arroyos de agua dulce de todo el mundo, solo S. multiformis ha sido registrado en el mar, agua dulce e incluso en biotopos terrestres. Están generalmente unidos a algas y detritus. Algunas especies de Stentor pueden vivir en simbiosis con ciertas especies de algas verdes (Chlorella). Después de ser ingeridas, las algas viven en el interior de su huésped que absorbe los nutrientes que éstas producen, mientras que las algas, a su vez, absorben y se alimentan de los desechos metabólicos de los Stentor. Los stentor reaccionan a las perturbaciones externas realizando una contracción y transformándose en una bola. Se conocen restos de quistes de unas pocas especies.

## Taxonomía
El género contienen alrededor de 20 especies descritas, incluyendo:
- Stentor araucanus
- Stentor baicalius (syn. Stentor pygmaeus)
- Stentor barretti
- Stentor caudatus
- Stentor coeruleus
- Stentor cornutus
- Stentor elegans
- Stentor fuliginosus
- Stentor igneus
- Stentor introversus
- Stentor katashimai
- Stentor loricatus
- Stentor magnus
- Stentor muelleri (syn. Stentor felici)
- Stentor multiformis (syn. Stentor gallinulus, =S. nanus)
- Stentor multimicronucleatus
- Stentor niger
- Stentor polymorphus (syn. Stentor pediculatus)
- Stentor pyriformis
- Stentor roeseli

La especie tipo del género es Stentor muelleri Ehrenberg, 1831. Según análisis moleculares recientes, el género parece ser  monofilético, y emparentado con el género Blepharisma.